# Louvie-Soubiron
Louvie-Soubiron är en kommun i departementet Pyrénées-Atlantiques i regionen Nouvelle-Aquitaine i sydvästra Frankrike. Kommunen ligger i kantonen Laruns som tillhör arrondissementet Oloron-Sainte-Marie. År 2022 hade Louvie-Soubiron 130 invånare.

## Befolkningsutveckling
Antalet invånare i kommunen Louvie-Soubiron
| Referens: INSEE |